# Serrat de l'Escaiola
El Serrat de l'Escaiola és un serrat del límit dels termes municipals de Sant Feliu de Codines (Vallès Oriental) i Sant Quirze Safaja (Moianès). És a l'extrem occidental del terme de Sant Quirze Safaja, al nord-est del de Sant Feliu de Codines. El seu extrem oest és al Collet dels Termes, que limita amb el terme de Gallifa (Vallès Occidental).